# Usina Hidrelétrica Luiz Gonzaga
A Usina Hidrelétrica Luiz Gonzaga (antes conhecida como Usina Hidrelétrica de Itaparica) é uma usina hidrelétrica brasileira localizada na cidade de Petrolândia, no estado de Pernambuco, na divisa com o estado da Bahia. A usina, que pertence à Eletrobras Chesf, foi renomeada em homenagem ao cantor e compositor brasileiro Luiz Gonzaga, o Rei do Baião (1912-1989).

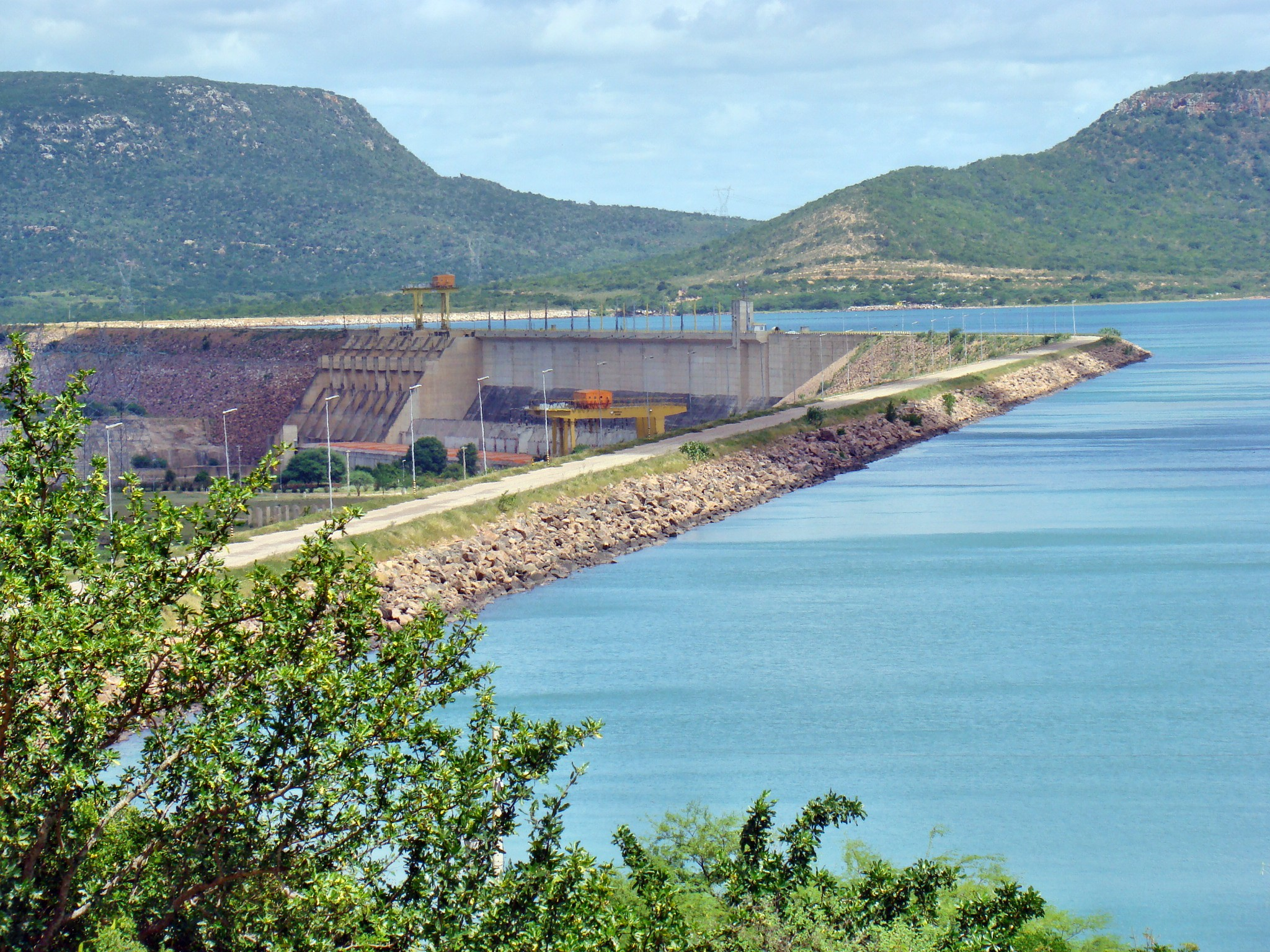
Usina Hidrelétrica Luiz Gonzaga

## Características
A hidrelétrica pertence à Companhia Hidro Elétrica do São Francisco (Eletrobras Chesf) e esta inserida na bacia hidrográfica do rio São Francisco.
Com capacidade de gerar cerca de 1480 MW, o reservatório acumula quase 11 bilhões de m³ (metros cúbicos) ocupando área de 834 km². A formação do lago inundou áreas da Bahia e Pernambuco antes habitadas por cerca de 10,5 mil famílias que foram reassentadas em 3 cidades e um povoado, em projetos de irrigação que hoje contam com mais de 15.000 hectares em operação.